# حراز (تشاد)
حراز  تُعرف غالبًا باسم أم حراز أوحراز مانقين، وهي بلدة وعاصمة مقاطعة حراز مانقين في إقليم سلامات في شرق تشاد.

## المواصلات
يخدم المدينة مطار حراز.